# 徳証寺 (白山市)
徳証寺（とくしょうじ）は、石川県白山市美川北町にある真宗大谷派の寺院。

## 歴史
元亀2年（1571年）に浄栄によって創建され、延宝3年（1675年）から徳証寺と名乗るようになった。安政5年（1858年）の大火で焼失し、現在の美川南町から現在地の美川北町に移転した。明治22年（1889年）からおよそ2年間、禅で知られる仏教学者の鈴木大拙が当寺に寄宿した。

## 境内
- 本堂
- 梵鐘 - 太平洋戦争の金属供出で一度は失われたものの、昭和22年（1947年）に新鋳された。鈴木大拙の手によって銘文「The Bell of Peace & Liberty」（自由と平和の鐘）が刻まれている[1]。
- 鈴木大拙石碑 - 美川町立美川小学校で英語の教師をしていた仏教学者の鈴木大拙を記念するため、下宿先であった当寺に建立された。

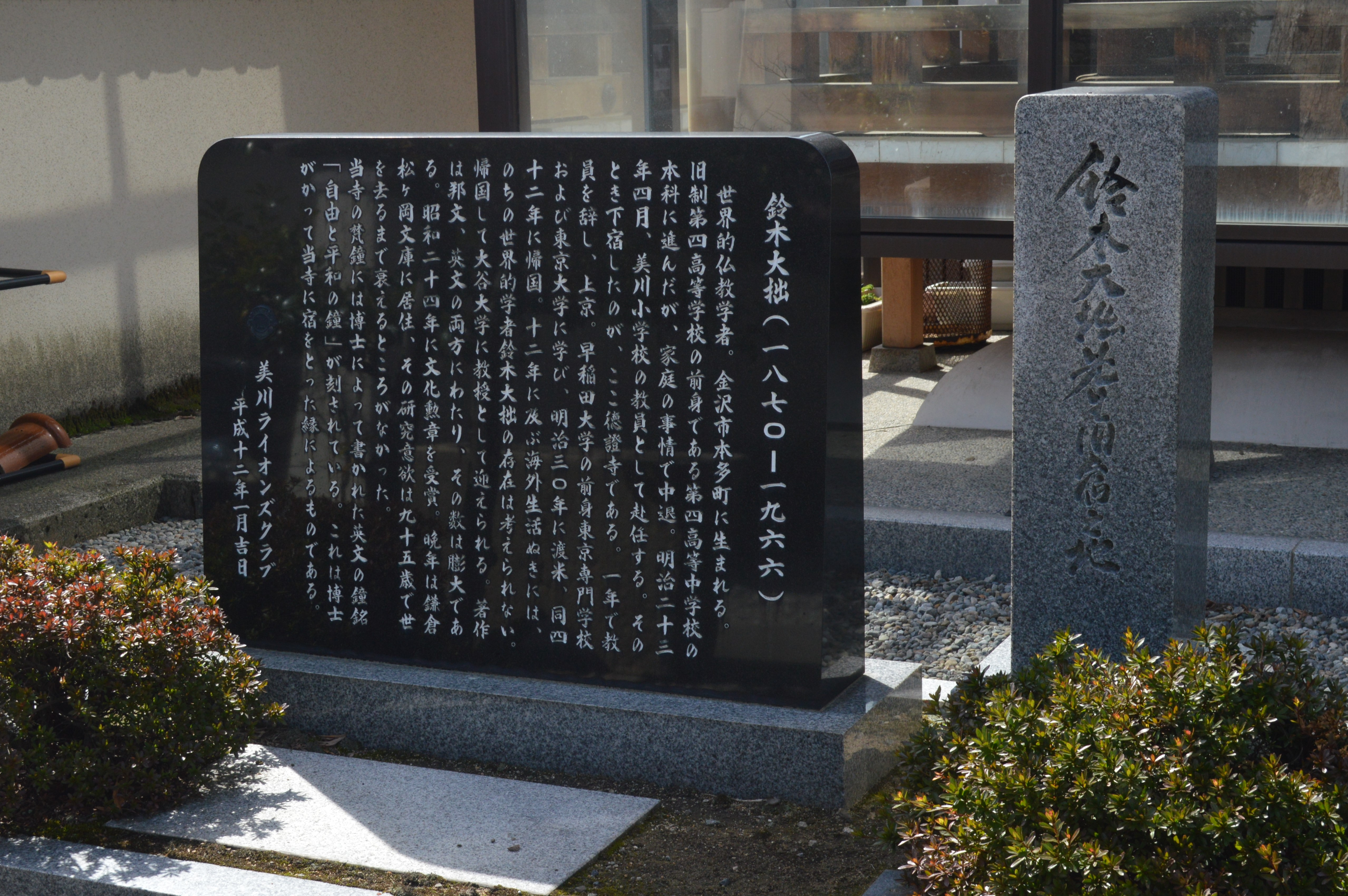
鈴木大拙石碑
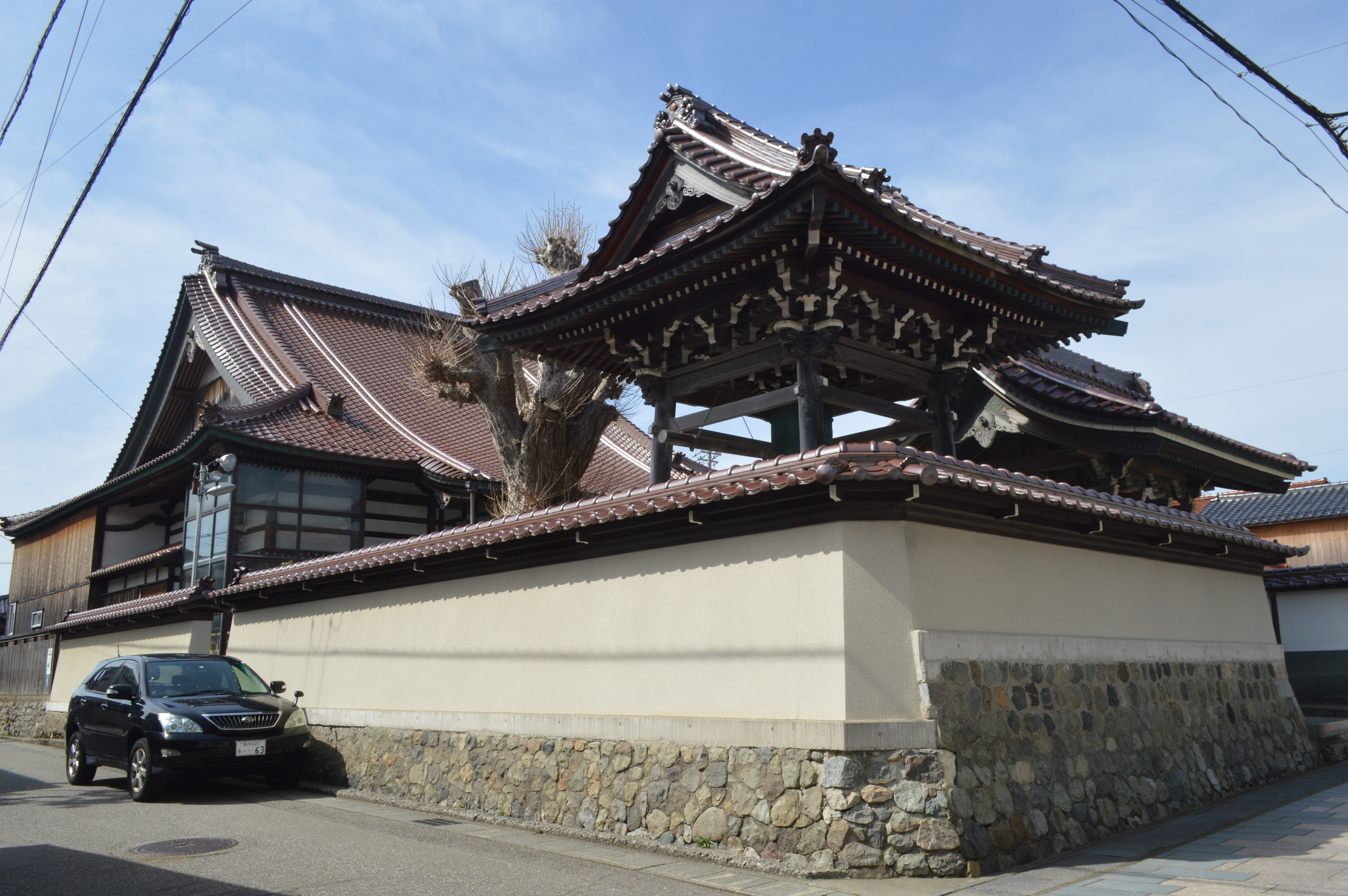
境内

## 文化財

### 市指定文化財
- 開山御厨子 - 蒔絵師の湊屋村次郎の作[1]。白山市指定文化財。